# Minsk (xe gắn máy)
Minsk (hay M1NSK) là một hãng sản xuất xe gắn máy ở Minsk, thủ đô Belarus, có lịch sử từ những năm 1950

## Lịch sử

### Sự ra đời và nguồn gốc tên gọi
Năm 1945, sau khi chiến tranh thế giới thứ II kết thúc, quân Đức chiếm đóng Belarus và sửa chữa lại nhà máy chuyên sản xuất xe máy và xe đạp ở Minsk, có tên là Minsk Moto-Velo Zavod. Chiếm 70% lượng xe đạp Minsk được xuất khẩu sang Nga, và có tới 90% xe máy Minsk đưa sang các quốc gia khác như Iran, Việt Nam, Thổ Nhĩ Kỳ, México, Anh, Pháp, Mỹ và Đức.
Minsk là tên thành phố thủ đô của Belarus. Tại đây, tháng 11/1945, nhà máy Minsk Moto thành lập và lúc đầu chủ yếu sản xuất xe đạp. Năm 1951, nhà máy bắt đầu sản xuất xe máy 2 thì dung tích 125 phân khối dựa trên thiết kế DKW RT 125 thời kỳ trước Thế chiến II.

## Xe Minsk ở Việt Nam
Minsk, tại Việt Nam thường được đọc là "Min khờ", hay theo cách gọi dân dã (có phần thô tục) là "xe chở lợn". Xe Minsk có mặt ở Việt Nam cuối những năm 1960.